# Август Георг Симперт фон Баден-Баден
Август Георг Симперт фон Баден-Баден (на немски: August Georg Simpert von Baden; * 14 януари 1706, Ращат; † 21 октомври 1771, Ращат) е от 1761 до 1771 г. последният маркграф на Баден-Баден от католическата линия „Бернхардини“ на Дом Баден.

## Живот
Той е най-малкият син на маркграф Лудвиг Вилхелм (1655 – 1707) и принцеса Франциска Сибила Августа от Саксония-Лауенбург (1675 – 1733), дъщеря на херцог Юлий Франц фон Саксония-Лауенбург.
Майка му иска той да стане свещеник. През 1726 г. Август Георг Симперт става каноник на катедралата в Кьолн и през 1728 г. катедрален дехант към Аугсбург. Август Георг моли през 1735 г. папата да го освободи от клетвата.
На 7 декември 1735 г. той се жени в Нойхауз, Бохемия, за принцеса Мария Виктория Паулина фон Аренберг (* 26 октомври 1714; † 13 април 1793), дъщеря на херцог Леополд Филип фон Аренберг. Те нямат пораснали деца.
- Мария Виктория Паулина фон Аренберг
- Август Георг Симперт

На 22 октомври 1761 г. Август Георг последва на 55 години като регент на Маркграфството Баден-Баден умрелия си брат маркграф Лудвиг Георг Симперт (1702 – 1761). Резиденцията е в дворец Ращат.
След смъртта му Баден-Баден попада през 1771 г. чрез наследствен договор на Карл Фридрих фон Баден от Маркграфство Баден-Дурлах, протестантската „Ернестинска линия“.